# Silverskopan 2

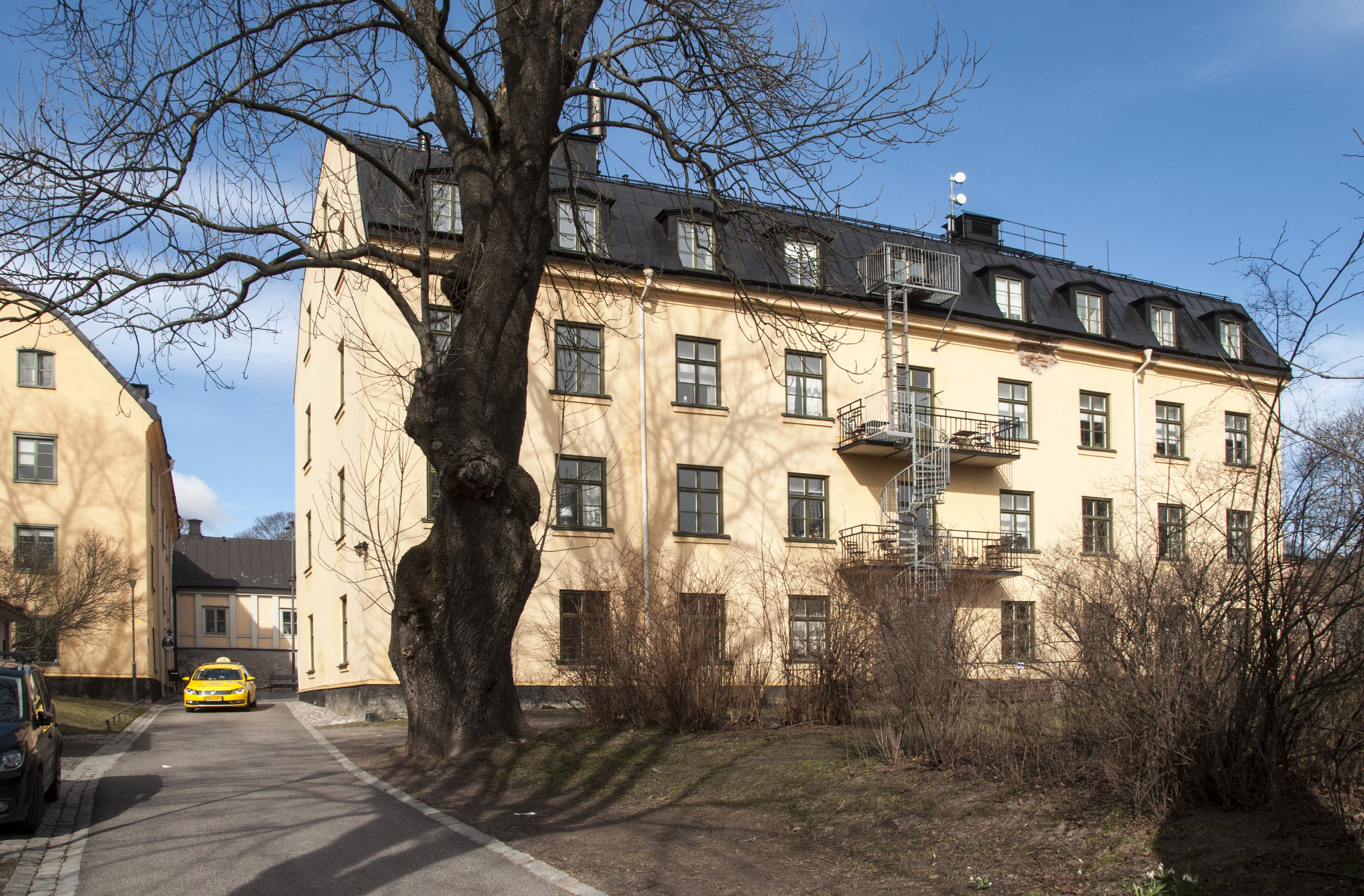
Klarahuset sett från Sabbatsbergsvägen mot norr. Till vänster skymtar Nicolaihuset och rakt fram Sabbatsbergs kyrka, mars 2014.

Silverskopan 2 är en fastighet på Sabbatsbergsområdet i stadsdelen Vasastaden i Stockholm. Här finns två kulturhistoriskt värdefulla byggnader, Klarahuset och Valentinhuset, som ägs av AB Stadsholmen och är grönmärkta av Stadsmuseet i Stockholm, vilket innebär "att bebyggelsen bedöms vara särskilt värdefull från historisk, kulturhistorisk, miljömässig eller konstnärlig synpunkt".

## Historik

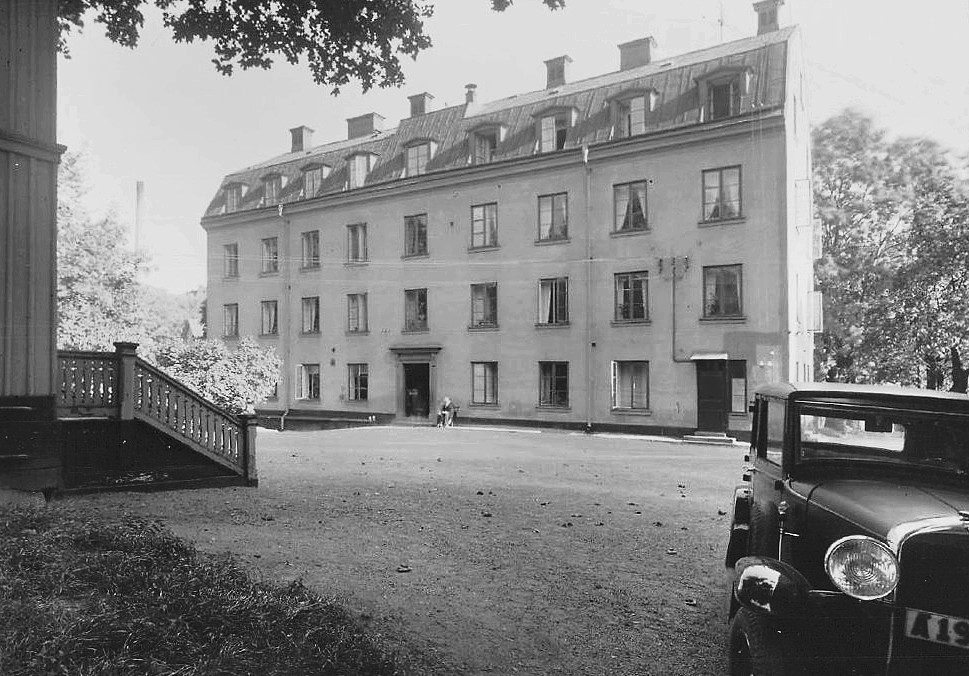
Klara församlingshus 1934.

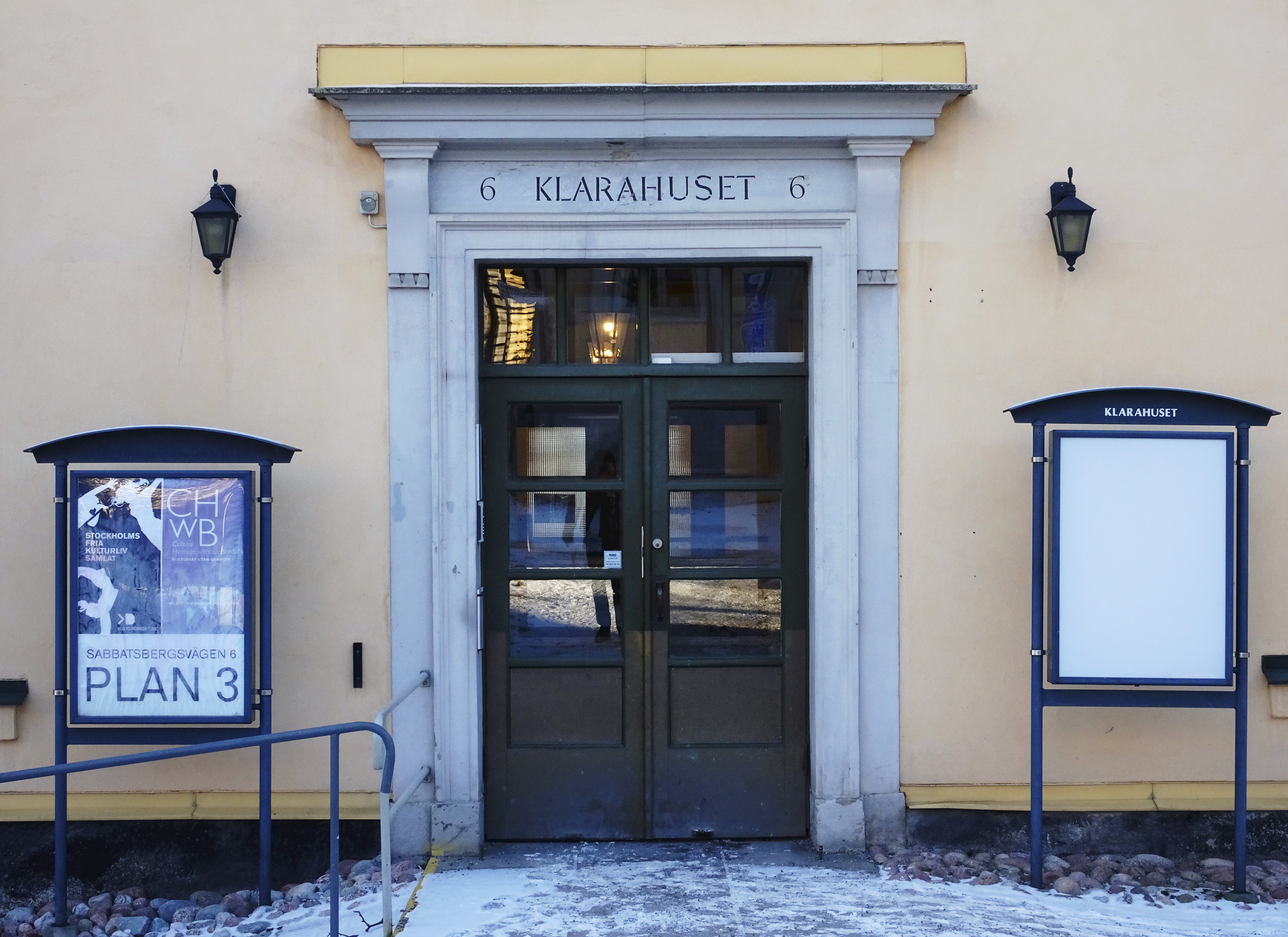
Klarahusets entréport, 2019.

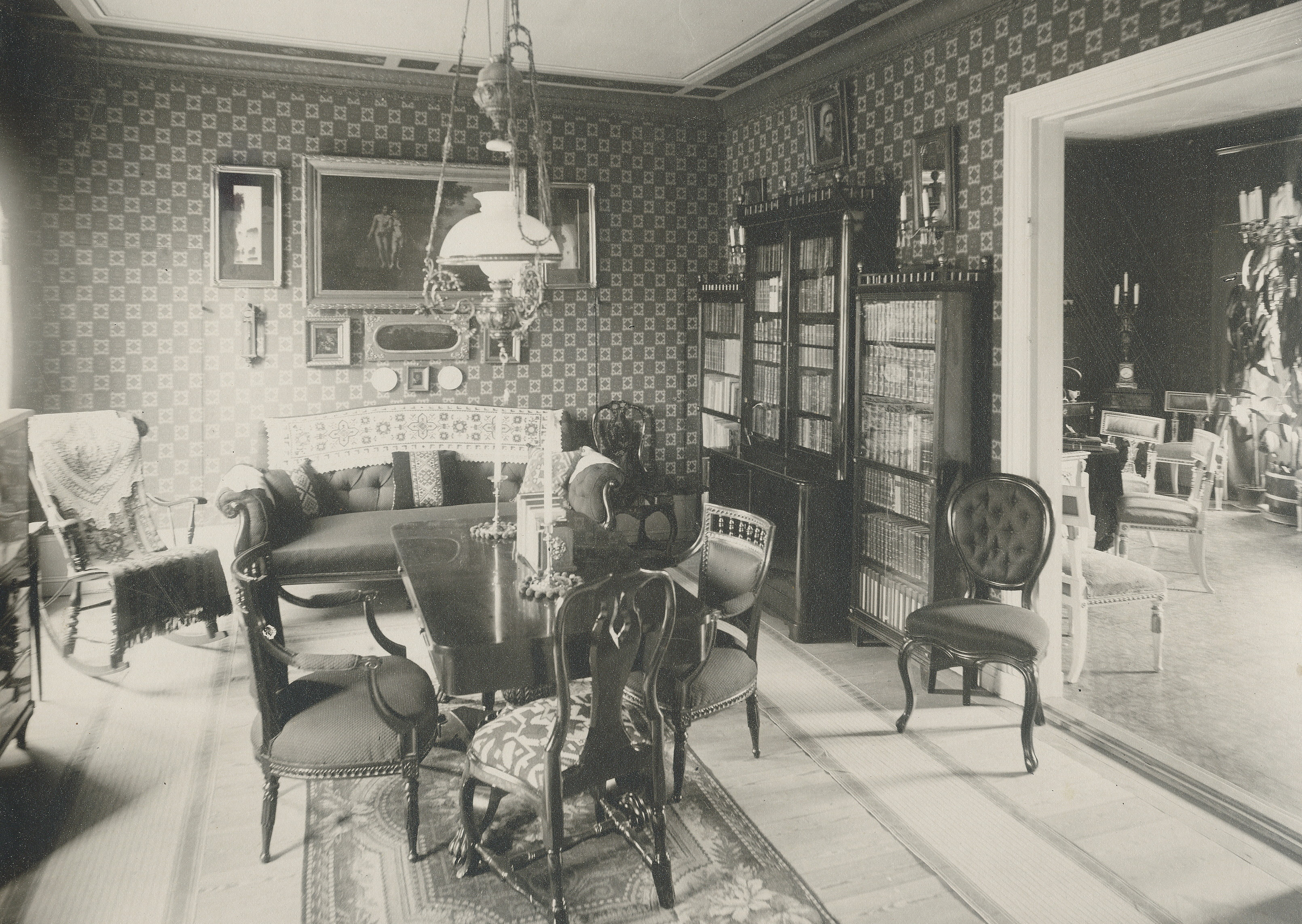
Sysslomannens bostad 1896.

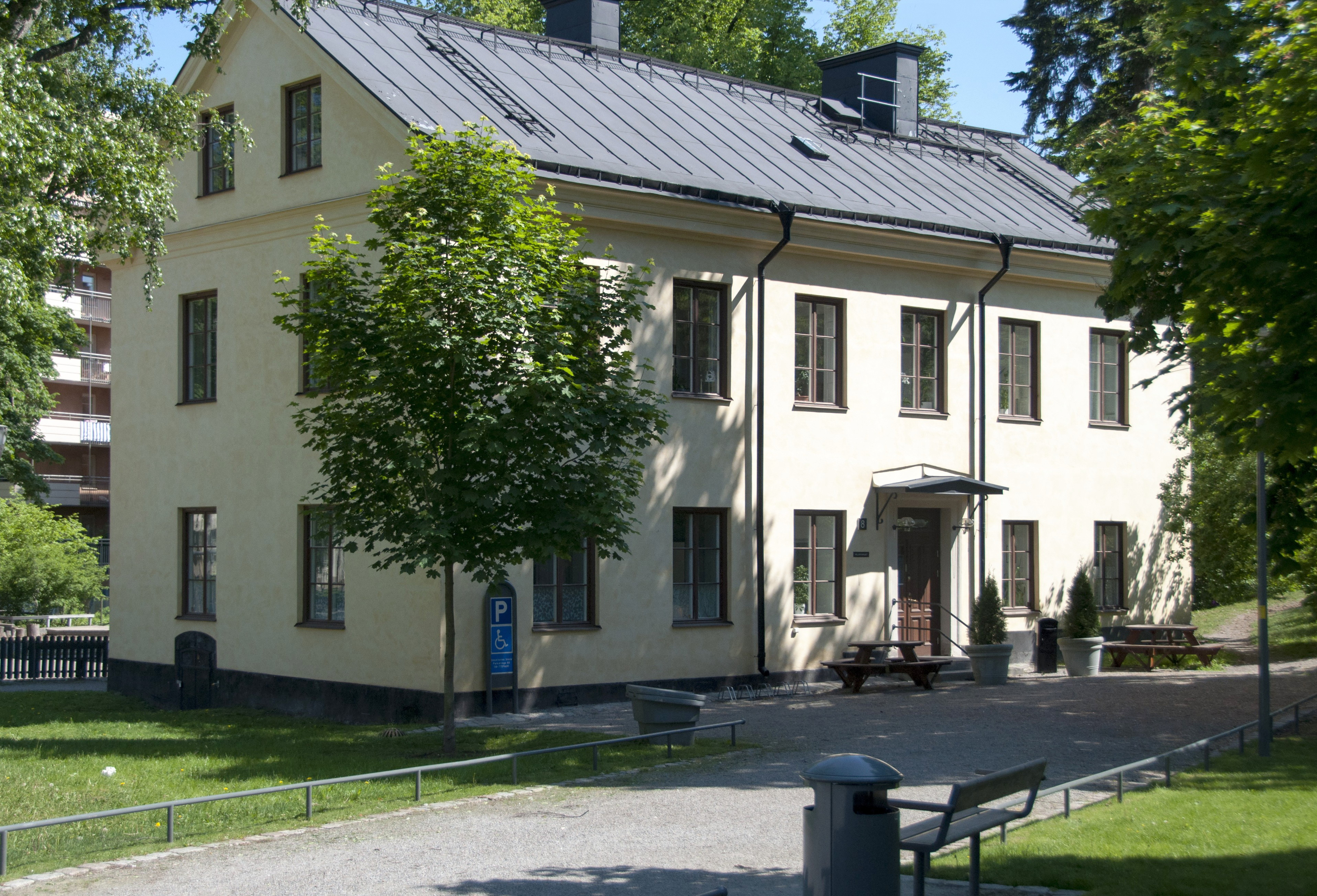
Valentinhuset 2013.

### Bakgrund
Området Sabbatsberg har sitt namn efter källarmästaren Valentin Sabbath, som i början av 1700-talet här ägde en tomt vilken ursprungligen hörde till Rörstrands slott. Sabbath byggde sin malmgård och drev ett värdshus som stod färdigt 1717. Efter Sabbaths död 1720 och flera ägarbyten inköptes egendomen på en auktion 1751 av Stockholms fattighusdelegerade som 1761 inrättade Sabbatsbergs fattighus för att bedriva fattigvård.
Det första nybyggda huset för fattigvårdens räkning uppfördes 1756 och kallas idag Nicolaihuset. Här skulle de allra fattigaste stockholmarna tas om hand och därmed flytta bort ett problem som störde stadens ordning. Sabbaths gamla malmgård finns kvar än idag dock i kraftig ombyggd form. Huset utgör stommen (ytterväggarna) i Sabbatsbergs kyrka som inrättades 1761 för Sabbatsbergs fattighus.
Efter 1734 fanns även en hälsobrunn i området. Till en början fick brunnsgästerna bo i Valentin Sabbaths värdshus. Brunnsverksamheten fortsatte även när fattigvården pågick här. Det blev en egen rörelse som administrerades av fattighusdirektionen. Katarinahuset byggdes år 1767 som nytt värdshus för brunnsgästerna eftersom det gamla värdshuset hade blivit kyrka. Även de fattiga hade tillgång till det hälsobringande brunnsvattnet, om än i begränsad omfattning. 
Under 1800-talets slut var Sabbatsberg ett eget litet samhälle med ett stort antal byggnader varav några finns kvar. De båda idag bevarade byggnaderna i fastigheten Silverskopan 2 är Klarahuset och Valentinhuset, även kallat Sysslomansbostaden. Fram till 1995 bedrevs här omvårdnadsverksamhet av Stockholms läns landsting. Sedan tog Stockholms stad över genom sitt bolag Micasa Fastigheter som har hand om stadens vårdbyggnader. År 2010 sålde Micasa Silverskopan 2 tillsammans med Sabbatsbergs övriga kulturhistoriskt värdefulla byggnader till AB Stadsholmen.

### Klarahuset
- Koordinater: 59°20′16.1″N 18°2′34.1″Ö / 59.337806°N 18.042806°Ö

Klarahuset stod färdigt år 1814. Beställare var Fattighusdirektionen, arkitekten är okänd. Huset fungerade som arbetsinrättning för de fattiga som fortfarande kunde arbeta och inte var helt beroende av fattigvården på grund av ålder eller sjukdom. Arbetsuppgifterna för de fattiga bestod i exempelvis spinning och strumpstickning. Förutom lokaler för de fattiga fanns i Klarahuset bostäder för sysslomannen, vaktmästaren och predikanten, sammanträdesrum för fattighusets direktion samt kök med matservering för de boende. 
Byggnaden för Klarahuset placerades mittemot (söder om) Sabbatsbergs kyrka och omslöt tillsammans med Nicolaihuset och kyrkan en gårdsplan. Från nuvarande Torsgatan ledde en kort trädkantad allé upp till gårdsplanen. Uppfarten motsvarar dagens Sabbatsbergsvägen där flera av träden från 1700-talet står fortfarande kvar.
Klarahuset är ett slätputsat stenhus i tre våningar med källare och utbyggd vind under ett brutet sadeltak. Ursprungligen fanns på bottenvåningen en bostad om fem rum och kök samt ett stort, allmänt kök och några bostadsrum och ett större sjukrum. I de båda våningarna låg på vardera plan tre arbetssalar och en sjuksal. Vindsvåningen innehöll en stor arbetssal som upptog hela husets längd. Byggnaden genomgick flera ombyggnader och interiören präglas numera av de förändringar och moderniseringar som utfördes i mitten av 1900-talet när Sabbatsberg blev ålderdomshem. Idag hyrs lokalerna av bland annat Afasiföreningen, Sveriges Hembygdsförbund och Kulturarv utan gränser.

### Valentinhuset
- Koordinater: 59°20′16.45″N 18°2′36.9″Ö / 59.3379028°N 18.043583°Ö

Valentinhuset har sitt namn efter Sabbatsbergs första ägare, Valentin Sabbath. Huset kallades även  Expeditionsbyggnaden eller Sysslomansbostaden. Valentinhuset uppfördes 1824 nedanför slänten strax öster om Klarahuset och stod färdigt år 1827. Beställare var, liksom Klarahuset, Fattighusdirektionen, arkitekten är okänd.
Valentin är ett slätputsat stenhus i två våningar med delvis inredd vind under ett sadeltak som ursprungligen var täckt av tegel (idag plåt). Huset inrymde till en början ett enkelt kök som de fattiga kunde använda för eget behov samt tvätt- och bagarstuga. På övervåningen fanns en sommarbostad för fattighusets läkare och på vinden hade klockaren sin bostad. 1848 förlängdes huset i en våning mot norr för att rymma en badinrättning med fyra badkar och en vattenbehållare placerades på taket. 
Vid nästa ombyggnad 1865 byggdes badhusdelen på till full höjd och huset fick sitt nuvarande utseende. Badhuset avvecklades och istället flyttade pastorsexpeditionen in samt fattighusdirektionens sammanträdesrum. Även fattighusets syssloman fick sin bostad här, den låg tidigare i Klarahuset. Sysslomansbostaden låg på övervåningen och omfattade fyra rum och kök.
På ett fotografi från 1896 syns hans vardagsrum som är inredd med mörka, mönstrade tapeter och tidstypiska möbler. I taket skymtar en dekorerad fris som troligen tillkom vid ombyggnaden på 1860-talet. Idag präglas interiören av ombyggnader med ändrade rumsindelningar från senare tid. Byggnaden nyttjas huvudsakligen som kontor av företaget Valentinhuset AB.

### Trädgård och lusthus

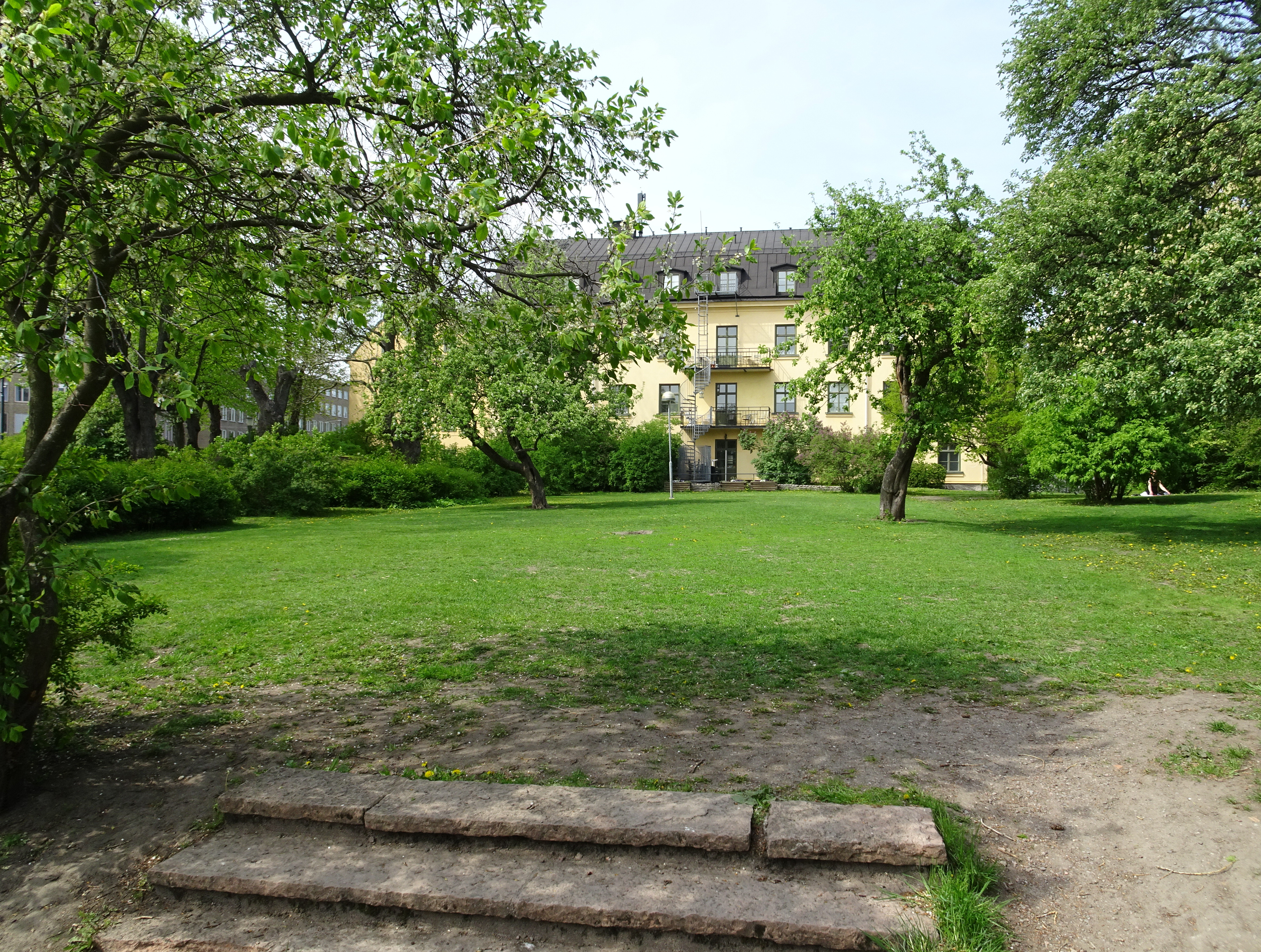
Klarahusets park, maj 2019.

Söder om Klarahuset ligger en mindre park som ursprungligen var Valentin Sabbaths trädgård. Under fattigvårdstiden odlades här grönsaker och frukt för de boende. Trädgården fungerade sedermera som rekreationsmiljö med gångar och prydnadsväxter av olika slag. Närmast Klarahuset står några fruktträd som planterades på Sabbaths tid i början av 1700-talet. Ett litet lusthus byggdes 1784 och smyckade parken. Söder därom hade fattighuset sin kyrkogård. Här fanns också ett gravkapell som revs på 1880-talet då Klaragasverkets femte gasklocka byggdes. Ett nytt gravkapell med likbod inrättades istället i en uthuslänga bakom kyrkan. Byggnaden kallas idag Slöjdhuset. 
På 1950-talet hade trädgården tre delar med gräsmatta och träd närmast Klarahuset, ett mellanparti med fontän och planterade blomsterkvarter. I nedre delen låg en av träd inramad gräsmatta. Lusthuset låg i den mellersta delen, mycket nära gasklockan. Gasklockan revs 1970 och lusthuset togs om hand. Det finns kvar än idag och flyttades 1980 till fastigheten Hälsobrunnen 1 där Sinnenas trädgård invigdes 1996. Stadsmuseet i Stockholm fann att det lilla lusthuset har "synnerligen höga kulturhistoriska värden" och blåmärkte det.

## Andra historiska byggnader i området
- Katarinahuset
- Nicolaihuset
- Slöjdhuset
- Johanneshuset
- Adolf Fredrikshuset